# Yaoshanicus kyphus
Yaoshanicus kyphus är en fiskart som beskrevs av Mai, 1978. Yaoshanicus kyphus ingår i släktet Yaoshanicus och familjen karpfiskar. Inga underarter finns listade i Catalogue of Life.